# Бомбойо
Бомбойо (фр. Bomboyo) — деревня в Чаде, расположенная на территории региона Шари-Багирми.

## Географическое положение
Деревня находится в юго-западной части Чада, к востоку от реки Шари, на высоте 296 метров над уровнем моря.
Населённый пункт расположен на расстоянии приблизительно 33 километров к востоку-юго-востоку (ESE) от столицы страны Нджамены.

## Климат
Климат деревни характеризуется как полупустынный жаркий (BSh в классификации климатов Кёппена). Среднегодовая температура воздуха составляет 28,5 °C. Средняя температура самого холодного месяца (января) составляет 23,9 °С, самого жаркого месяца (апреля) — 33,1 °С. Расчётная многолетняя норма осадков — 470 мм. В течение года количество осадков распределено неравномерно, основная их масса выпадает в период с мая по октябрь. Наибольшее количество осадков выпадает в августе (160 мм).

## Транспорт
Ближайший аэропорт расположен в Нджамене.